# Thomas Fitzsimons

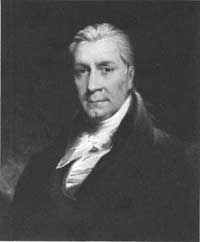
Thomas Fitzsimons

Thomas Fitzsimons (* um 1741 in Irland; † 26. August 1811 in Philadelphia, Pennsylvania) war ein amerikanischer Politiker und einer der Gründerväter der Vereinigten Staaten.

## Werdegang
Thomas Fitzsimons wanderte in die Vereinigten Staaten ein und ließ sich dann in Philadelphia nieder. Dort nahm er eine Stelle als Clerk in einem sogenannten counting house an, ein Ausdruck, der früher für die Buchhaltungssparte eines Unternehmens verwendet wurde. Während des späteren Amerikanischen Unabhängigkeitskrieges kommandierte er eine Kompanie Volunteers. Ferner war er 1782 und 1783 Mitglied im Kontinentalkongress. Nach dem Krieg war er 1786 und 1787 Mitglied im Repräsentantenhaus von Pennsylvania. Ferner war er als Delegierter bei der verfassungsgebenden Versammlung tätig. Fitzsimons wurde als Pro-Administration-Kandidat in den ersten US-Kongress gewählt und in die zwei nachfolgenden US-Kongresse wiedergewählt. Er diente im US-Repräsentantenhaus vom 4. März 1789 bis zum 3. März 1795. Bei seinem Wiederwahlversuch 1794 in den 4. US-Kongress erlitt er eine Niederlage. In der nachfolgenden Jahren war er Präsident der Handelskammer von Philadelphia, Kurator der University of Pennsylvania sowie Gründer und Direktor der Bank of North America.
Er verstarb 1811 in Philadelphia und wurde dort auf dem St. Mary’s Roman Catholic Churchyard beigesetzt.